# Gerd Walz
Gerd Walz (* 10. Januar 1957 in Gelsenkirchen) ist ein deutscher Nephrologe. Er ist Ärztlicher Direktor der Klinik Innere Medizin IV (Nephrologie und Allgemeinmedizin) an der Albert-Ludwigs-Universität in Freiburg im Breisgau.
Walz studierte 1976 bis 1983 Medizin in Berlin und Tübingen und wurde 1984 in Berlin promoviert. Nach anschließender Facharztausbildung in Berlin war er 1987 bis 1992 als Post-Doktorand an der Harvard Medical School in Boston im Bereich Immunologie und Molekularbiologie. 1992 wurde er in Berlin habilitiert und absolvierte 1992 bis 1995 eine Facharztausbildung an der Harvard Medical School in Innerer Medizin mit Schwerpunkt Nephrologie. Anschließend war er dort ab 1995 Attending Physician und ab 1996 Assistant Professor. Seit 1999 ist er Professor und Ärztlicher Direktor der Medizinischen Klinik IV in Freiburg.
Er beschäftigt sich insbesondere mit der Zystenniere und deren genetischen Ursachen. Als Modellorganismen benutzt er Fadenwürmer, Frösche, Zebrafische, Mäuse und menschliche Zelllinien. Seine Arbeitsgruppe hat bisher rund 20 Gene identifiziert, die bei der Entstehung der Erkrankung eine Rolle spielen. Daraus ergaben sich auch Ansätze der Therapie: das Protein mTOR ist bei Zystennieren vermehrt exprimiert und im Tiermodell zeigte die Deaktivierung des Proteins einen positiven Therapieeffekt. Ein entsprechendes Medikament (das schon als Immunsuppressivum eingesetzt wird) befindet sich in Freiburg im klinischen Test (2007). In diesem Zusammenhang forscht er auch an Zilien, deren Fehlbildung bei der Pathogenese der Zystenniere eine Rolle spielt.
2008 erhielt Walz den Ernst-Jung-Preis, 2021 die Franz-Volhard-Medaille. Seit 2009 ist er Mitglied der Gelehrtenakademie Leopoldina.